# صحة وسلامة زراعية
السلامة والصحة الزراعية هي جانب من جوانب السلامة والصحة المهنية في مكان العمل الزراعي يتناول بالتحديد صحة وسلامة المزارعين، وعمال المزارع، وعائلاتهم.

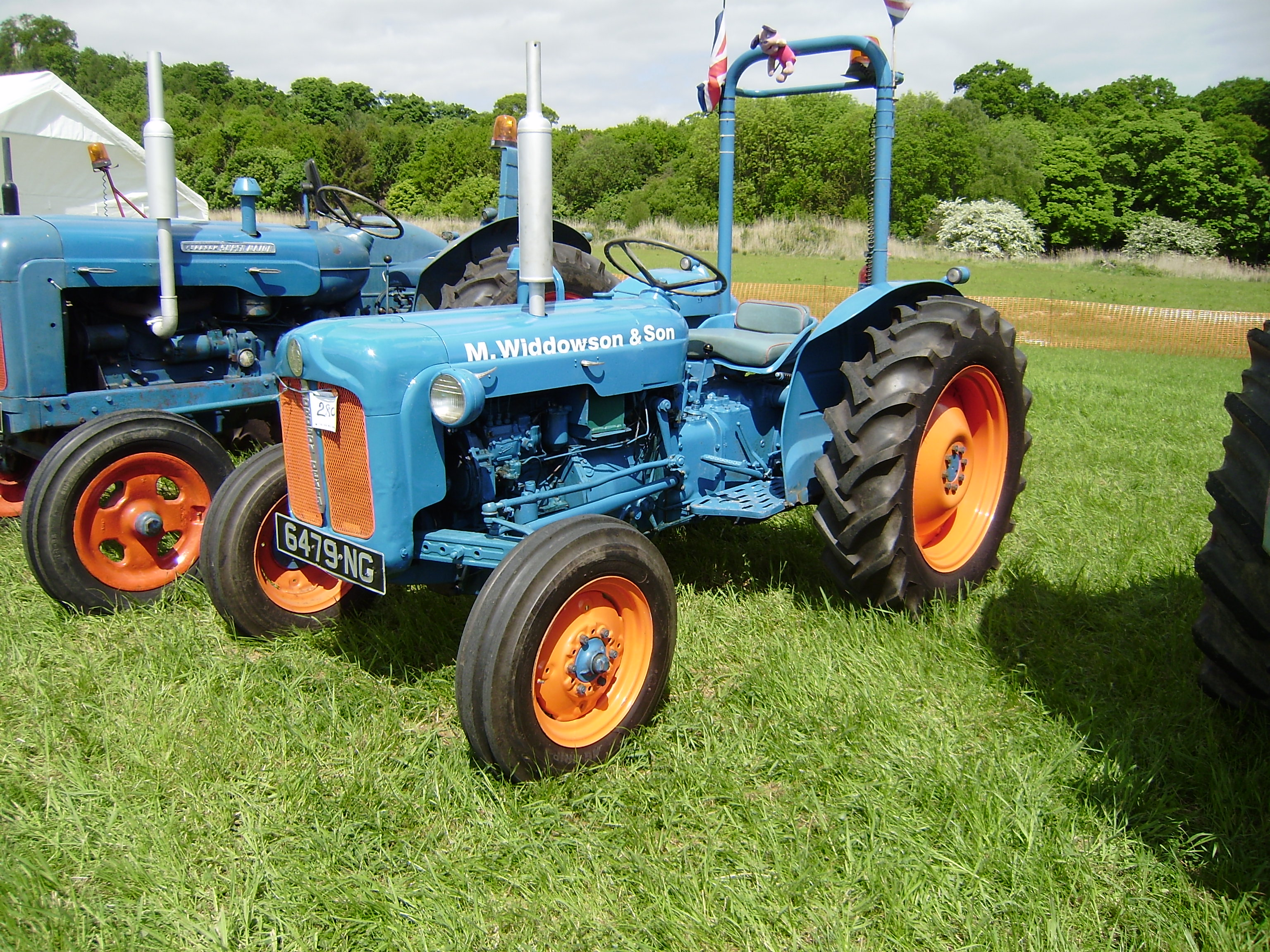
جرار فوردسن ذو حاجز للحماية من الانقلاب.

وعلى عكس الاعتقاد المفهوم ومفاهيم العمل في المشهد الزراعي، تعتبر الزراعة واحدة من الصناعات الأكثر خطورة في الولايات المتحدة؛ بسبب وجود مجموعة متنوعة من العوامل التي تسبب الإصابات والوفاة في مكان العمل، ومن الإصابات طويلة الأجل أو القصيرة السائدة فقدان السمع، والاضطرابات العضلية الهيكلية، وأمراض الجهاز التنفسي، والتسمم من المبيدات والكيماويات، وقضايا الإنجاب، والعديد من الأمراض الأخرى. وتنجم هذه الإصابات بشكل أساسي عن الضوضاء الصاخبة من الآلات، والإجهاد الناجم عن نقل الأشياء الثقيلة والغازات والأبخرة، مثل الميثان، والمواد الكيميائية، وغيرها من الأسباب المختلفة.

## التفاصيل
وفقا لدراسة أجريت عام 2011 من قِبَل دائرة الإحصاءات الزراعية الوطنية، فإن السبب الرئيسي للإصابة والوفيات في مكان العمل يأتي من الآلات والمركبات الزراعية، وتحديدا القاطرات الجرارات. وأكد المعهد الوطني للسلامة والصحة المهنية (NIOSH) على أنه في حين أن الصناعة تنتج منتجًا ضروريًا يحتاجه الجميع، إلا أنها تتناقص في الانتشار ولم يتم اعتبارها إلا مؤخرًا مهنة تحتاج لمزيد من المعرفة وتطوير إجراءات السلامة والمعايير. وتم نشر الزراعة في خطر في مجلة السلامة والصحة الزراعية بعد مؤتمر وطني عام 1988 عُقِدَ في جامعة ولاية أوهايو وجامعة أوهايو، وتم تمويل هذا التقرير من قِبَل المعهد الوطني للسلامة والصحة المهنية، والذي ساعد في بدء البحث والتنفيذ فيما يتعلق بقضايا الصحة الزراعية والأمراض وتدابير السلامة في مكان العمل.
وقد تغيرت التركيبة السكانية وراء العمل الزراعي على مر السنين مع ظهور المزيد من الصناعات الزراعية الخاصة المملوكة للأسرة، فضلا عن زيادة انتشار العمال الزراعيين الشباب. ويتعرض عمال المزارع الشباب لخطر أكبر من عمال المزارع الأكبر سنا أو البالغين، ولكن هذه المسألة لا تعالج إلى أقصى حد بسبب عدم وجود إحصاءات في مكتب العمل، والتي تعتد فقط بمن هم في سن 16 فما فوق. ويمكن أن يعزى ارتفاع عدد العمال الزراعيين الشباب إلى الاتجاه المتصاعد «للعودة إلى الزراعة»، ليس فقط العمال الشباب، ولكن أيضا النساء العاملات في المزارع يتزايدن بمعدل ثابت كمشغلات رئيسيات في الصناعات الزراعية.
وفي حين أن الجدول الزمني الدقيق للتاريخ وراء السلامة والصحة المهنية الزراعية لم يتم تحديده، هناك تواريخ كبيرة على مر السنين أدت إلى زيادة أهمية تدابير السلامة الزراعية. ووقعت الخطوات الأولية في سن قوانين لتحسين تدابير السلامة الزراعية في عام 1878 في قانون آلات الدرس، وفي وقت لاحق في الجدول الزمني، صدر قانون المواد السمية الزراعية وقانون السلامة والصحة والرعاية الاجتماعية في عامي 1952 و1956 على التوالي لمعالجة اللوائح الخاصة باستخدام المواد الكيميائية، وكذلك التأكيد على تدابير السلامة والصرف الصحي، وخاصة بالنسبة للشباب عمال المزارع الأطفال. وفي عام 2008، أصبحت مديرية سلامة المبيدات الآن تحت إدارة الصحة والسلامة، وكانت إدارة البيئة والغذاء والمناطق الريفية هي القسم السابق الذي يشرف على مديرية سلامة المبيدات.

## المخاطر
الصناعة الزراعية هي واحدة من أخطر المهن، وأدت إلى الآلاف من الوفيات بسبب إصابات العمل في الولايات المتحدة. وفي عام 2011، كان معدل الوفيات لعمال المزارع أعلى 7 مرات من معدل جميع العاملين في القطاع الخاص، وهو فارق قدره 24.9 وفاة لكل 100,000 شخص مقابل 3.5 وفاة لكل 100,000 شخص في القطاع الخاص. وقد قدّر المعهد الوطني للسلامة والصحة المهنية أن 374 من المزارعين والعاملين في مجال الزراعة لقوا حتفهم بسبب إصابات مرتبطة بالعمل في عام 2012، وأصبح انقلاب الجرارات هو السبب الأول لذلك. ويموت 113 من الشباب الذين تتراوح أعمارهم بين 16-19 سنة سنويا من الإصابات المتعلقة بالزراعة (1995-2002). ويتأثر حوالي 167 من عمال المزارع كل يوم بضرر في وقت العمل، حيث يعاني 5٪ منهم من ضرر دائم. ومن الإصابات غير المميتة التي يتعرض لها عمال المزارع خطر الإصابة بمشاكل الرئة ذات الصلة بالعمل، وفقدان السمع بسبب الضوضاء، والأمراض الجلدية، والسرطانات المختلفة بسبب التعرض لمواد كيميائية معينة بالإضافة إلى التعرض الطويل للشمس.

## القوانين واللوائح
على خلاف الصناعات الأخرى التي تفرض قوانين العمل وأنظمة السلامة والصحة المهنية في مكان العمل، تتعامل الزراعة مع الإنتاج المتنوع والقوى العاملة الكبيرة ومجموعة من الظروف البيئية التي تجعل من الصعب معالجتها.

### المملكة المتحدة
بدأ أول قانون نحو السلامة الزراعية في عام 1878 في المملكة المتحدة. وكما تم إدخال الآلات في الصناعة، قدم قانون آلات حصاد القش (الحوادث) 1897 حماية قانونية أكثر قليلاً. وفي عام 1947، قدمت الصحة والرعاية الاجتماعية والسلامة في ساعات العمل غير الصناعية لتوظيف الصغار تقريرا من لجنة تحقيق إلى البرلمان، مما أدى إلى قانونين هما القانون الزراعي بشأن المواد السامة لعام 1952، الذي يحمي الموظفين من مخاطر التسمم، والقانون الزراعي بشأن السلامة والصحة والرعاية الاجتماعية لعام 1956، الذي يوفر الحماية والصحة للعمال والأطفال. ومع ذلك، فقد تم إلغائه وتعديله في عام 1975 بموجب قانون الزراعة (السلامة والصحة والرعاية الاجتماعية) لعام 1956 واللوائح والتعديلات لعام 1975.

### الولايات المتحدة

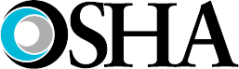
شعار إدارة السلامة والصحة المهنية.

في الولايات المتحدة الأمريكية، تقوم إدارة السلامة والصحة المهنية (OSHA) بمراجعة السلامة الزراعية. وكما هو الحال مع جميع معايير OSHA، فإنه يتم تغطيتها في القسم 5 (أ-1) والقسم 5 (أ-2)، مما يتطلب من أصحاب العمل «توفير لكل موظف من موظفيه وظيفة ومكان عمل خالٍ من المخاطر التي تسبب أو يحتمل أن تسبب الوفاة أو إلحاق أذى جسدي خطير لموظفيه، والامتثال لمعايير الصحة والسلامة المهنية الصادرة بموجب هذا القانون». ويتم تغطية السلامة الزراعية من قِبَل قانون الزراعة (29 CFR 1928)، والتي غالبًا ما تغطي معدات وعمليات الزراعة، ومعايير الصناعة العامة (29 CFR 1910)، والتي تحدد السلامة في مكان العمل لجميع الصناعات. وبالإضافة إلى ذلك، هناك 28 خطة معتمدة من قبل OSHA والتي لديها معايير «على الأقل فعالة مثل OSHA ولديها متطلبات مختلفة أو أكثر صرامة».

## الإصابات والأمراض من العمل الزراعي
يمكن أن تختلف الأمراض والإصابات المتعلقة بالزراعة من مزرعة إلى أخرى وفقا للصناعة أو القطاع الذي تختص به المزرعة، حيث أن بيئة كل مزرعة تختلف باختلاف تلك التخصصات، والتي بدورها تشكل مناطق مختلفة من عوامل الخطر التي تؤدي إلى إصابات وأمراض. وعلى الرغم من ذلك، هناك أوجه تشابه في عوامل الخطر والأمراض التي يواجهها العاملون الزراعيون يوميا كما هو الحال في الإصابات من الآلات، والحيوانات الكبيرة، والمبيدات الحشرية، والعوامل المسببة للأمراض التنفسية، واضطرابات العضلات والعظام، وفقدان السمع، والقضايا الإنجابية المتعلقة بالمرأة وغيرها الكثير. ويبدو أن الأمراض الأكثر شيوعًا هي الاضطرابات العضلية الهيكلية، والتسمم بالمبيدات الحشرية، والأمراض التنفسية.

### الاضطرابات العضلية الهيكلية
يمكن أن تنشأ الاضطرابات العضلية الهيكلية من عدد من العوامل، ولكن الأسباب الرئيسية هي الماشية، والآلات والمعدات الكبيرة، وعادة ما تكون الآلات خالية من تدابير السلامة وتشكل تهديدًا أكبر، حيث يقوم العمال الزراعيون بإصلاح وتشغيل هذه الآلات بأنفسهم لاستخدامها في الحقول. وقد يتم تشغيل هذه الأجهزة أثناء إجراء الإصلاحات، مما يتسبب في المزيد من الإصابات المحتملة. وتؤدي حركات الانحناء والالتواء والتمدد عند تشغيل هذه المعدات إلى إجهاد كبير للظهر والرقبة، مما يؤدي إلى تفاقم الحالات بمرور الوقت. ولا يتعلق الأمر فقط بالعمال الزراعيين الذين يديرون الآلات، ولكن أيضا العمال في الحقول، الذين يعانون من الألم والضغط على المعصمين والظهر والوركين والركبتين. ويمكن أن تشكل الثروة الحيوانية أيضًا تهديدًا لأنظمة الجسم العضلية الهيكلية بسبب وزنها الكبير وسلوكها المتنوع، مما قد يؤدي إلى تعرضها للركل والضربات غير المقصودة من قِِبَل الحيوانات. وبغض النظر عن السبب، فمن الواضح أن الاضطرابات العضلية الهيكلية شائعة في الصناعة الزراعية وتحتاج إلى علاج المرض بأسرع ما يمكن. وفي دراسة حول مناخ سلامة العمل الزراعي لما يقرب من 300 من عمال المزارع المهاجرين في ولاية كارولينا الشمالية، كان لدى 40٪ منهم أمراض في الجهاز العضلي الهيكلي، وأقر العديد منهم عن عملهم عدة أيام أثناء المرض. وقلل العديد من شأن تدابير السلامة التي تمكنوا من الحصول عليها، واعتقدوا أن المخاطر لا مفر منها بسبب المخاطر التي تنطوي عليها الزراعة. وتصنف الاضطرابات العضلية الهيكلية إلى إصابات حادة أو أولية وأمراض مزمنة طويلة الأمد وفقًا للعديد من الإصابات الحادة.

### التسمم بالمبيدات الحشرية

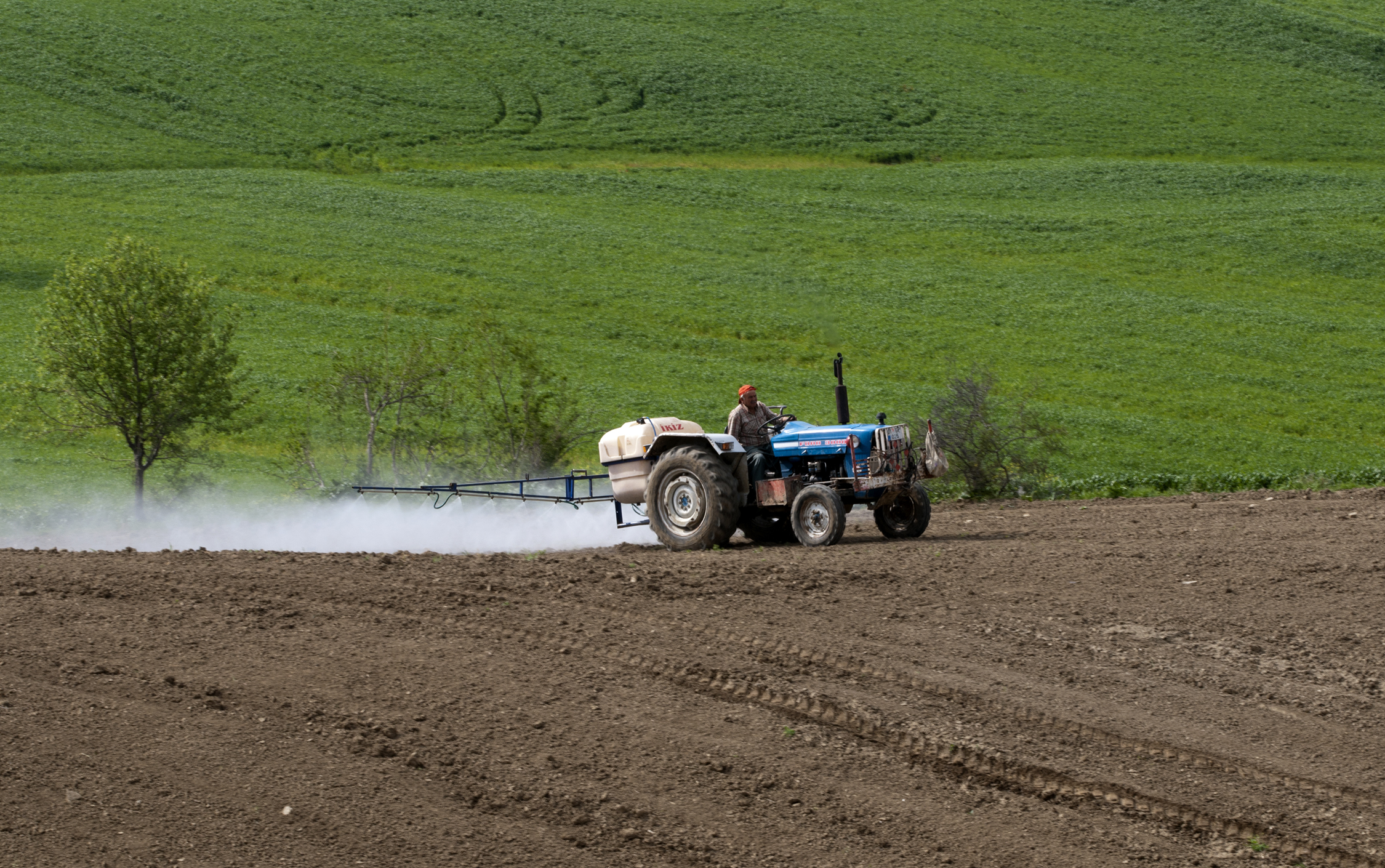
استخدام المبيدات الحشرية للتحكم الكيميائي في الديدان الخيطية في حقول زراعة دوار الشمس في أضنة بتركيا.

يسبب استخدام الكيماويات ومبيدات الآفات العديد من الأمراض الصحية، مثل التسمم الكيميائي أو التسمم بالمبيدات الحشرية، والقضايا التناسلية لدى النساء، ومن المواد الكيميائية الشائعة المستخدمة في الزراعة البيبيريديل، والفوسفات العضوي، والكاربامات. ويمكن أن يحدث التعرض لمبيدات الآفات من خلال ليس فقط عملية صنع المبيدات، ولكن أيضا في المهام الزراعية الأخرى، مثل حصاد المحاصيل أو حقول الري. وينشأ جزء من المشكلة في عدم وجود تدابير سلامة أكثر صرامة وكذلك عدم استخدام معدات الوقاية الشخصية، ولكن استخدام المبيدات يتطلب رعاية في حد ذاتها من تدابير السلامة المحددة. وتستخدم الولايات المتحدة المبيدات الحشرية بشكل كبير في الزراعة. وفي دراسة أجرتها إدارة كاليفورنيا لتنظيم استخدام المبيدات الحشرية وبرنامج استشعار المبيدات الحشرية فيما يتعلق بمعدلات حدوث التسمم بالمبيدات في 2771 حالة، كان 402 شخص يعانون من أمراض متوسطة الشدة من التعرض للمبيدات الحشرية مع ارتفاع شدة الحالات كونها نادرة وانخفاض شدة كونها أكثر شيوعا. ومن هذه الدراسة، كانت المبيدات الحشرية التي اعتُبِرَت تسبب معظم حالات الأمراض هي الكولين استراز، والبيريثرويد، والمركبات غير العضوية. وتسبب المبيدات الحشرية، وخاصة مثبطات إنزيم الكولين استراز معظم الأمراض في 54 ٪ من الأفراد في هذه الحالة. وكانت بعض الأعراض الأكثر شيوعًا في التسمم بالمبيدات هي خلل الجهاز العصبي، والصداع، والمشكلات المعدية المعوية، وضيق التنفس، وأمراض الجلد، والالتهابات، وغيرها الكثير.

### الأمراض التنفسية
في الآونة الأخيرة، نشأت الأمراض التنفسية الزراعية من تطوير مرافق الإنتاج الحيواني، مما تسبب في أدخنة سامة في المنطقة، ومن المهيجات المتورطة في التسبب في هذه الأمراض هي الأمونيا، والغبار العضوي، وكبريتيد الهيدروجين، والكائنات الدقيقة البكتيرية، والعفن، والهيدروكربونات المختلفة.

## الشباب في العمليات الزراعية
تشكل الحوادث التي تحدث باستخدام الآلات الزراعية خطرًا على الأطفال الذين تقل أعمارهم عن 13 عامًا، ويجب أن يتم تدريب الموظفين الذين يتم توظيفهم من قِبَل صاحب العمل من أجل استخدام الآلات. ووفقاً للقانون، لا يمكن للأطفال دون سن 13 عاماً قيادة أي آلة زراعية، ولا يمكن للأطفال دون سن 16 عاماً تشغيل الآلات المجهزة بآليات يمكن أن تؤذيهم بإصابة خطيرة، وحتى إذا كان هناك شخص بالغ موجود داخل الجهاز، لا يمكن للأطفال دون سن 13 عامًا الجلوس داخل مقصورة سيارة زراعية. أما بالنسبة للأطفال أو البالغين الذين لا يعملون هناك، فيمكن السماح باستخدام المقطورة بشرط أن تكون المقطورة في حالة جيدة، ولها مقاعد جيدة، ومزودة بحواجز حماية، ويتم توفير الإشراف في جميع الأوقات.
كما يحظر على الأطفال أن يكونوا بالقرب من حيوان يحتمل أن يكون خطرا، فبدون إشراف كافٍ، يمكن للحيوانات إظهار سلوكيات قد تُلحق الأذى الشديد بالطفل في المنطقة. ويتعرض الأطفال لخطر محتمل في المزرعة، لذلك يجب أن تكون المناطق التي تخزن فيها المواد الكيميائية، والخزانات، وحفر الطين، وصناديق الحبوب، والصناديق التي تحتوي على الآلات الزراعية مغلقة بشكل صحيح بالسياج.
وقد تؤدي الإصابات غير المميتة في الزراعة إلى إعاقة أو إصابة أو قتل الشباب فوق 13 عامًا في الولايات المتحدة، ويتم إنفاق مليار دولار سنويا على الإصابات غير المميتة لدى الشباب في الزراعة. وأنشأ المعهد الوطني للسلامة والصحة المهنية مبادرة الوقاية من الإصابات الزراعية في الطفولة للعمال الشباب وأرباب عملهم للحد من عدد الإصابات في العمل. ويعاني 33,000 طفل من إصابات ذات صلة بالزراعة كل عام في الولايات المتحدة، وتوفي 113 طفلاً دون سن 20 عاما من إصابات ذات صلة بالزراعة في الفترة بين 1995 و2002.

### تاريخ
في عام 1991، عُقد مؤتمر الجرّاح العام في دي موين بآيوا لإذكاء الوعي بالمخاطر التي يواجهها الأطفال في الزراعة الإنتاجية. وأكدت جلسة بعنوان «السلوكيات الآمنة بين البالغين والأطفال» على ضرورة الوقاية من إصابات الأطفال. وتبع هذا المؤتمر ندوة الوقاية من الإصابات الزراعية في مرحلة الطفولة في مارشفيلد بويسكونسن، والتي سعت إلى اقتراح سياسات، وتعليم إضافي حول الإصابات الزراعية بين الأطفال، وإظهار البحوث ذات الصلة حول هذا الموضوع. ونتيجة للندوة، تم تشكيل اللجنة الوطنية للوقاية من الإصابات الزراعية في الطفولة. ومن هذا، تم الانتهاء من خطة العمل الوطنية على مدى 16 شهرا، التي تناولت الإصابات الزراعية التي حدثت للأطفال.

## المخاطر الزراعية المتعلقة بالثروة الحيوانية
ينطوي التعامل مع الماشية على خطر الإصابة، حيث تمتلك الماشية الكبيرة على وجه الخصوص القدرة على سحق من يتعامل معها. وبدون التدريب المناسب والعمال الأكفاء، يمكن للماشية غير المقيدة أن تصيب العمال والزائرين وحتى الأطباء البيطريين بجروح بالغة. ويتم اقتراح تسهيلات التعامل المناسبة عند التعامل مع المواشي الكبيرة. وتحدث معظم الحوادث بسبب عدم اتخاذ الاحتياطات عند التعامل مع الثور؛ لأن الثيران مزاجية، وسيكون التدريب مفيدًا عند تعامل الثيران مع الآخرين، وخاصة الذين هم على استعداد لتدريبهم على ربط الناس باحتياجاتهم، مثل التغذية، والتمرين، مما يجعل مكان العمل أقل خطورة إذا كان الثور طيع. وبعد 10 أشهر، من المقترح أن يتم تعليق جرس برقبة الثيران وفحصه بانتظام، مما يُجنب العمال الأكفاء الإصابات القاتلة.

### المرض حيواني المنشأ

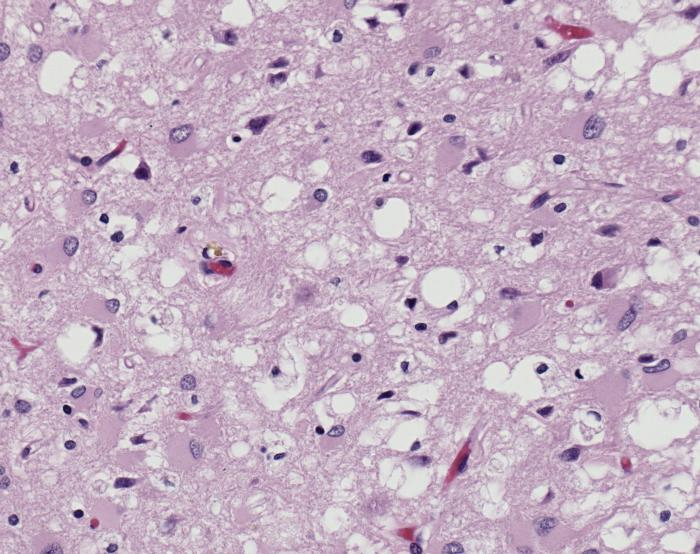
صورة من أنسجة المخ مكبرة 100X تكشف عن وجود تغييرات بارزة في القشرة الدماغية وفقدان الخلايا العصبية في حالة مرض كروتزفيلد جاكوب.

التعامل مع الحيوانات المريضة عامل خطر على العمال الزراعيين. والأمراض حيوانية المنشأ هي الأمراض التي تنتقل من الحيوانات المصابة إلى البشر. وتنجم معظم الأمراض حيوانية المنشأ عن الكائنات الحية، مثل الطفيليات، والبكتيريا، والبريونات، والفطريات، والأوليات، والفيروسات التي تعيش داخل الحيوان ولكنها يمكن أن تكون مسببة للأمراض عند البشر. ويمكن أن يؤدي الانتقال المباشر أو غير المباشر من البراز أو السوائل الجسدية إلى الإصابة، كما يمكن أن يؤدي استهلاك المنتجات الحيوانية الملوثة إلى الإصابة بالعدوى. وبسبب اتصالهم الوثيق بالحيوانات، أصبح المزارعون والأطباء البيطريون والمربيون وغيرهم من العمال الزراعيين أكثر عرضة للإصابة بالأمراض حيوانية المنشأ.

### أمثلة للأمراض حيوانية المنشأ
- الجمرة الخبيثة
- إنفلونزا الطيور
- داء البروسيلات
- داء خفيات الأبواغ
- داء الجيارديات
- داء البريميات
- متفطرة بقرية
- فيروسات هنتا
- داء المتدثرات الطيري
- داء الكلب
- داء توليري
- فيروس زيكا